# 3284 Нібур
3284 Нібур (3284 Niebuhr) — астероїд головного поясу, відкритий 13 липня 1953 року.
Тіссеранів параметр щодо Юпітера — 3,217.